# Taphrina tosquinetii

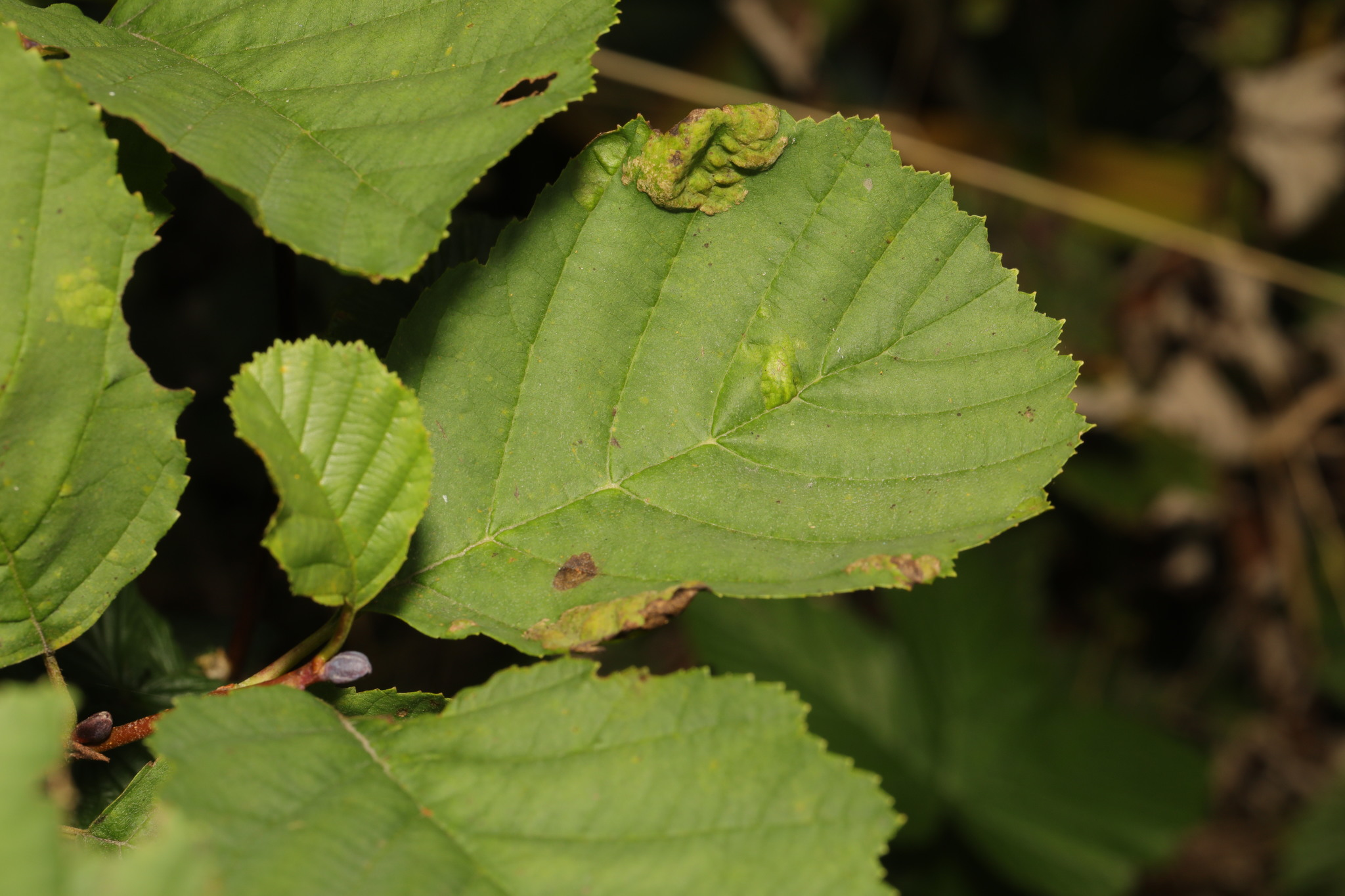

Taphrina tosquinetii (Westend.) Magnus – gatunek grzybów z klasy szpetczaków (Taphrinomycetes). Grzyb mikroskopijny, pasożyt olszy.

## Systematyka i nazewnictwo
Pozycja w klasyfikacji według Index Fungorum: Taphrina, Taphrinaceae, Taphrinales, Taphrinomycetidae, Taphrinomycetes, Taphrinomycotina, Ascomycota, Fungi.
Po raz pierwszy opisał go w 1886 r. Gérard Daniel Wetendorp nadając mu nazwę Asomyces tosquinetii. Obecną, uznaną przez Index Fungorum nazwę nadał mu Paul Wilhelm Magnus w 1890 r.
Synonimy:
- Ascomyces tosquinetii Westend. 1861
- Exoascus tosquinetii (Westend.) Sacc. 1878
- Lalaria tosquinetii R.T. Moore 1990[3].

## Morfologia i objawy porażenia
Grzybnia Taphrina tosquinetii atakuje pąki olszy we wczesnej fazie ich rozwoju. Jej strzępki rozwijają się w naczyniach i przestrzeniach między komórkami miąższu żywiciela. Są wydłużone, cylindryczne i podzielone warstwowymi przegrodami. Średnica strzępek jest uzależniona od wielkości przestrzeni międzykomórkowych. W obszarze między naskórkiem a komórkami naskórka strzępki grzybni ulegają silnemu pogrubieniu i tworzą grubościenne komórki workotwórcze. W miarę dalszego rozwoju komórki grzyba powiększają się i tworzą worki, które wydostają się na zewnątrz skórki żywiciela rozrywając jej ściany komórkowe. Widoczne są w postaci nalotu. Worki są cylindryczne, o zaokrąglonych wierzchołkach i wymiarach 23–37 × 18–15 µm, najczęściej 25–33 × 10–11 µm. W każdym worku powstaje 8 askospor o wymiarach 3–5 × 15–17 µm. Jeszcze wewnątrz worka pączkują tworząc blastomery.
Taphrina tosquinetii powoduje zniekształcenia liści olszy, marszczenie i pofałdowanie części ich blaszki liściowej lub całej blaszki. Tkanka liścia jest cienka, nasączona wodą, i jasnozielona. Powierzchnia jest pokryta białawym nalotem złożonym z worków patogenu. Zakażone tkanki liście brązowieją i wysychają. Infekcje mają charakter systemowy i młode pędy olchy są zazwyczaj porażone, ale nie powstają na nich czarcie miotły.

## Występowanie
Znane jest występowanie Taphrina tosquinetii w Europie i Ameryce Północnej (USA i Kanada). Na Słowacji jest najczęściej występującym gatunkiem Taphrina i podano wiele jej stanowisk, wszystkie na olszy czarnej (Alnus glutinosa). W piśmiennictwie naukowym na terenie Polski do 2008 r. podano co najmniej 6 stanowisk, ale nie tylko na olszy czarnej, ale również na olszy omszonej (Alnus x pubescens).